# 卡羅爾敦 (賓夕法尼亞州)
卡羅爾敦（英語：Carrolltown）是位於美国宾夕法尼亚州坎布里亞郡的行政區。其面積為0.71平方英里（1.84平方公里）。海拔高度為2,136英尺（651公尺）。根據2010年美國人口普查的數據顯示，卡羅爾敦的居住人口為853人。
卡羅爾敦是賓夕法尼亞州約翰斯敦大都市統計區的一部分。